# Sado (ostrov)
Sado (japonsky 佐渡島) je ostrov v Japonském moři. Leží 40 km severozápadně od pobřeží Honšú a patří do prefektury Niigata. Hlavním městem je Sado, které vzniklo v roce 2004 administrativním spojením všech sídel na ostrově.

## Geografie
Ostrov má rozlohu 854,76 km² (pátý největší v Japonském souostroví, šestý největší z celého Japonska a osmý, pokud se počítají sporné Kurilské ostrovy) a žije na něm okolo šedesáti tisíc obyvatel. Je tvořen dvojicí rovnoběžných horských pásem (Velké Sado na severu a Malé Sado na jihu), mezi nimiž leží úrodná nížina Kuninaka, kde žije většina obyvatel a nachází se na ní také brakické jezero Kamo, kde se chovají ústřice. Nejvyšší horou je Kinpoku (1172 m n. m.). Ostrov má vlhké subtropické podnebí, pěstuje se rýže setá, významný je i rybolov. Místní rybáři jsou známí používáním tradičních širokých člunů s plochým dnem taraibune (盥船). Ostrov navštěvuje ročně okolo milionu turistů, které přitahuje původní architektura, pláže určené ke koupání, bujná vegetace i rezervace, kde žije vzácný ibis čínský.

## Historie
Podle archeologických nálezů byl ostrov osídlen již v období Džómon. Od osmého století tvořil v rámci japonského státu provincii Sado. Sloužil převážně k internaci politických provinilců, ve vyhnanství zde žil například náboženský reformátor Ničiren. Množství nonkonformních intelektuálů zanechalo stopu na svérázné kultuře ostrova, k níž patří divadlo nó, mužský skupinový tanec okesa, sídlí zde skupina Kodó, pěstující hudební žánr taiko a pořádající každoroční festival Oslava Země.
Od počátku 17. století se na ostrově začalo těžit zlato a stříbro, díky svému bohatství se stal soukromým majetkem tokugawských šógunů, na práci v dolech přicházeli lidé z celého Japonska, mnohdy nedobrovolně. Na vrcholu zlaté horečky měl ostrov přes sto tisíc obyvatel, od té doby se jejich počet postupně snižuje, zejména mladší lidé odcházejí za prací. Počet obyvatel je přibližně 51 tisíc

### Světové dědictví UNESCO
Zlaté doly na ostrově Sado byly v roce 2024 zapsány na seznam Světového dědictví UNESCO. Doprovodný text zápisu na seznam uvádí, že památka UNESCO sestává z několika lokalit ilustrujících různé nemechanizované způsoby těžby. Souhrnná plocha území chráněného UNESCEM je 755 hektarů. Ložiska zlata a stříbra vznikla výstupem hydrotermální vody na zemský povrch a vytvořením žil v hornině; tektonická aktivita nejprve ponořila povrchové nánosy k mořskému dnu, které bylo později opět vyzdviženo tektonickými pohyby. Naleziště byla těžena v oblasti Nishimikawa, která se nachází na severozápadní straně pohoří Kosado. Zvětrávání sopečné horniny navíc odhalilo rudné žíly, které byly těženy pod zemí v oblasti Aikawa-Tsuruši, na jižním konci pohoří Osado. Zachovalé pozůstatky těžby (nadzemní i podzemní archeologické prvky a krajinné prvky) jsou připomínkou těžební činnosti, ale i sociální a pracovní organizace těžby.

## Fotogalerie

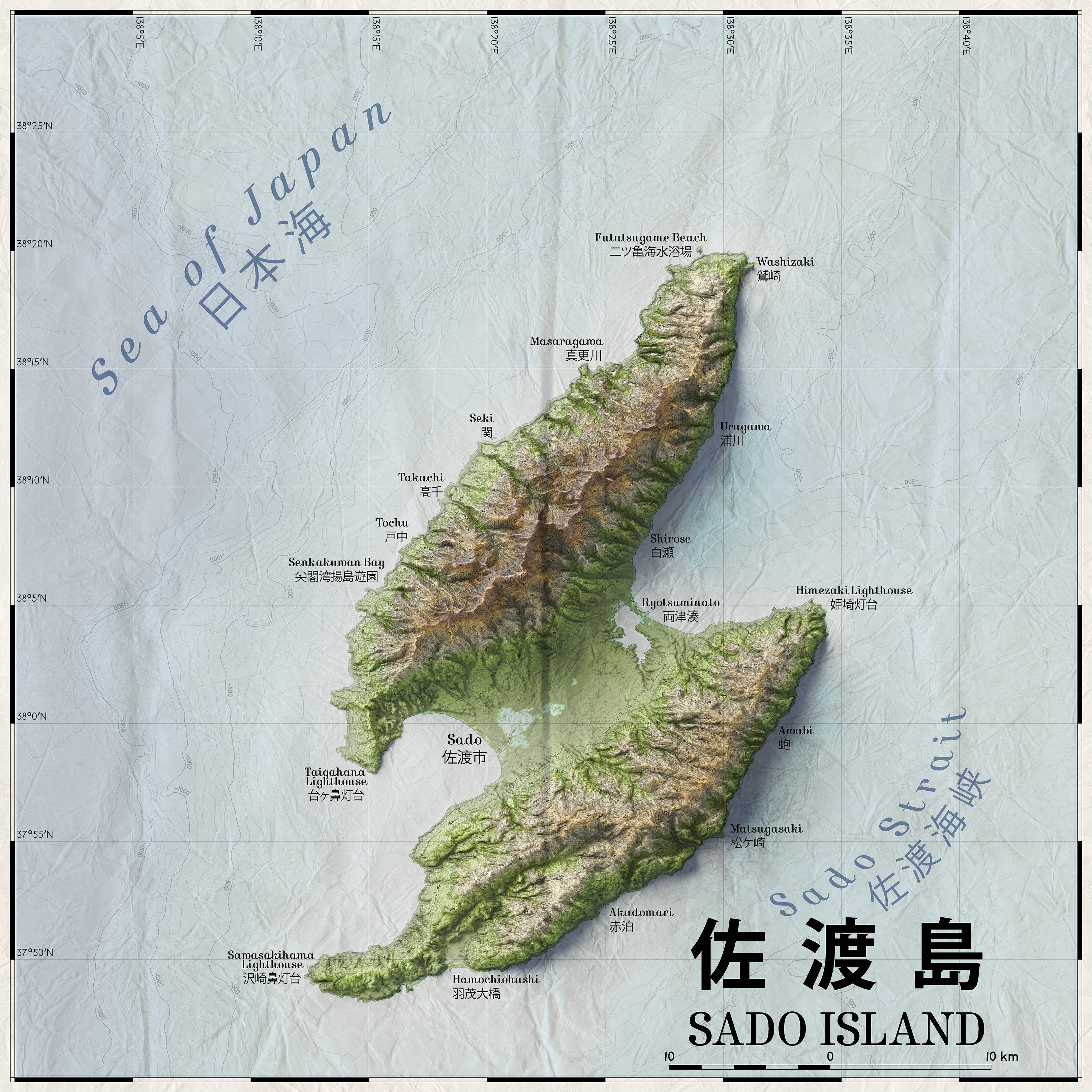
topografická mapa ostrova
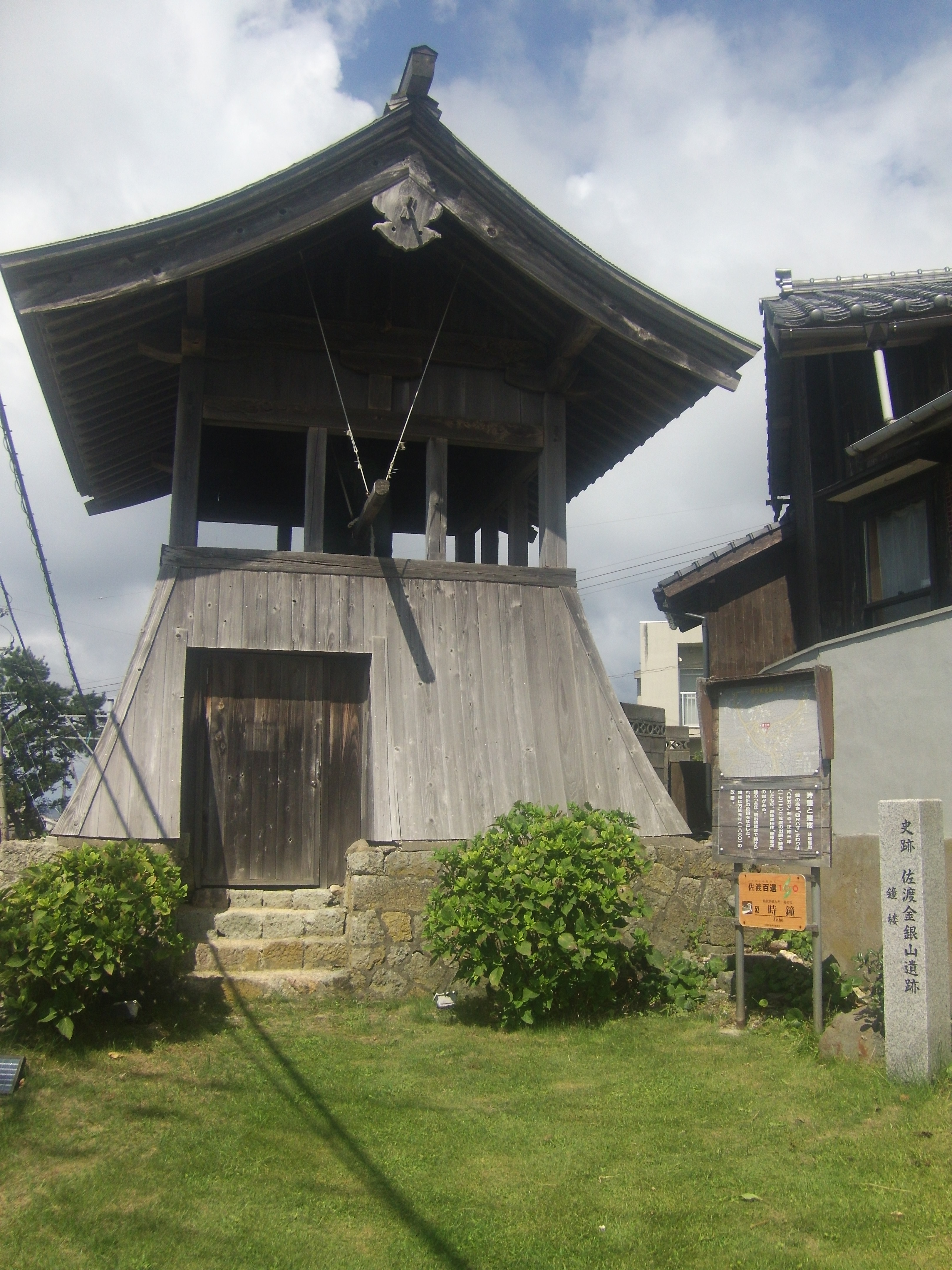
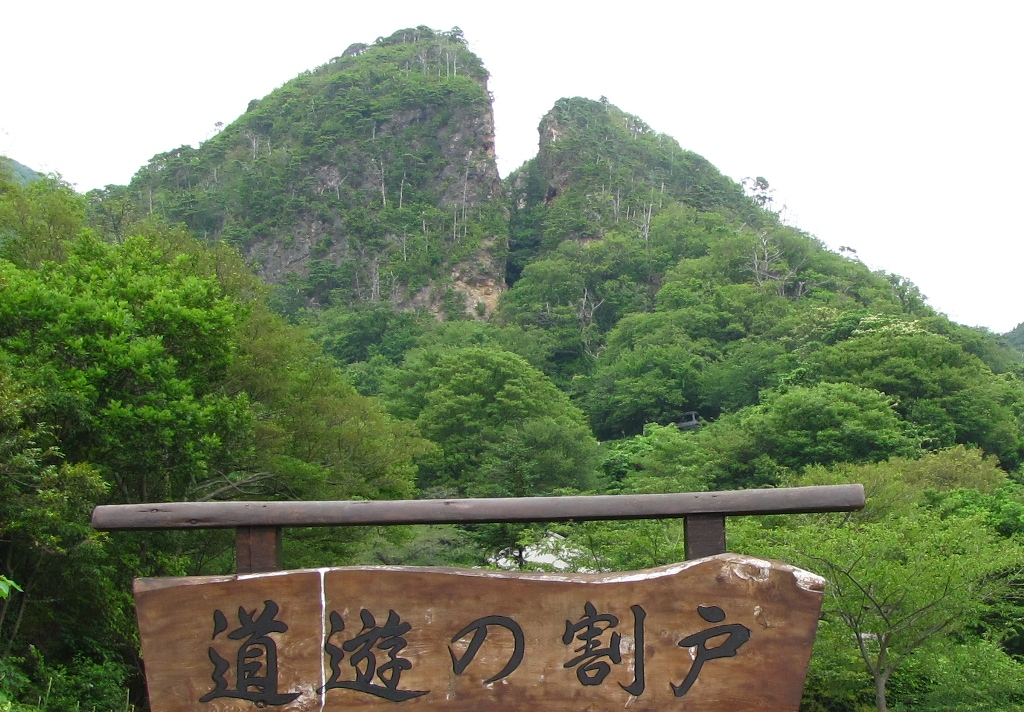
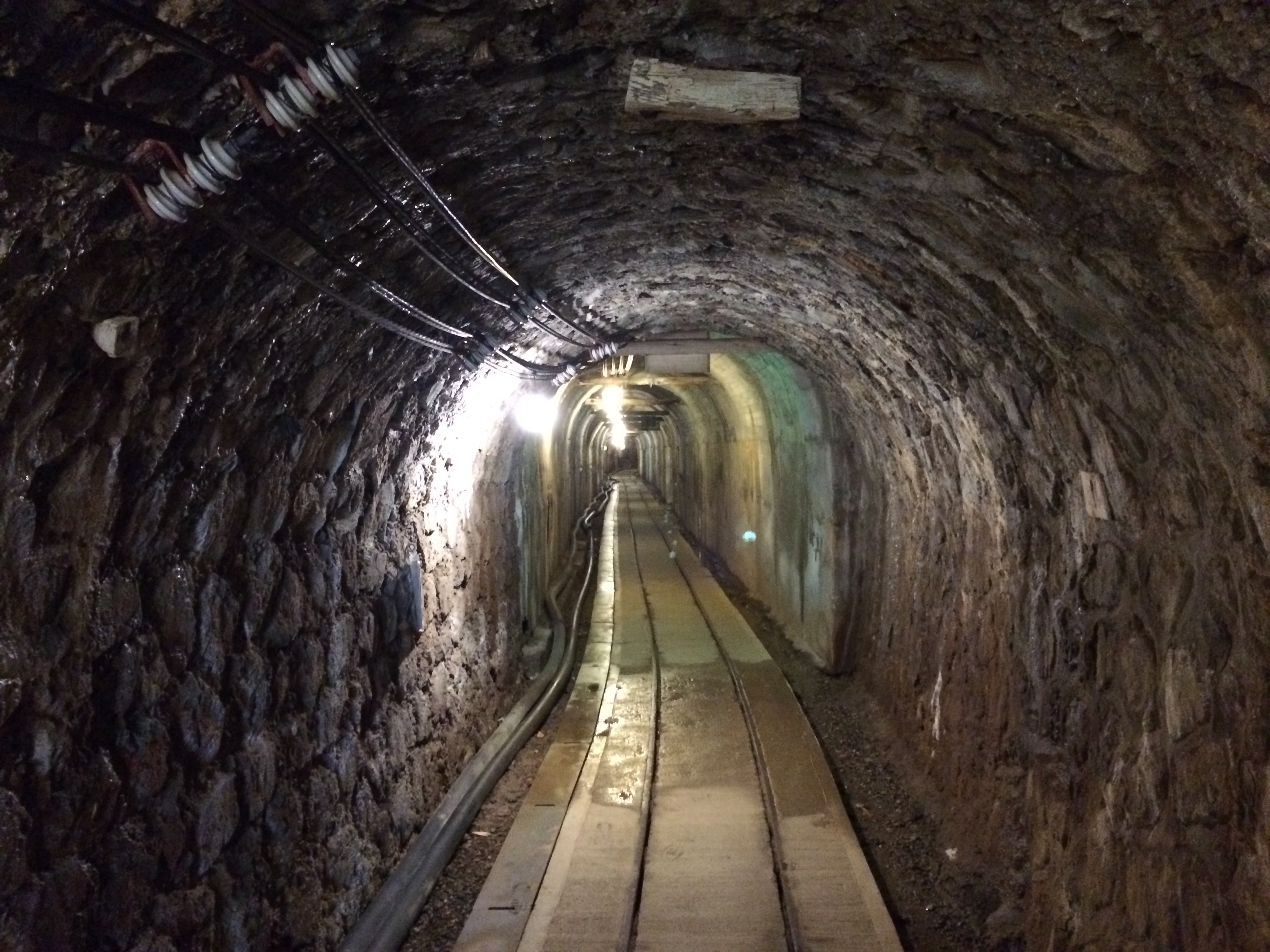